# Мшана (заповідне урочище)
Мша́на — заповідне урочище в Україні. Розташоване на території Перегінської селищної громади Рожнятівського району Івано-Франківської області, на захід від села Осмолода.
Площа — 6,6 га, статус отриманий у 1988 році. Перебуває у віданні ДП «Осмолодський лісгосп» (Мшанське лісництво, квартал 33, виділ 26).